# Vilchura
Vilchura is een geslacht van spinnen uit de familie Euagridae.

## Soorten
De volgende soorten zijn bij het geslacht ingedeeld:
- Vilchura calderoni Ríos-Tamayo & Goloboff, 2017